# Glaphyra dentifera
Glaphyra dentifera är en skalbaggsart som beskrevs av Holzschuh 2008. Glaphyra dentifera ingår i släktet Glaphyra och familjen långhorningar.
Artens utbredningsområde är Laos. Inga underarter finns listade i Catalogue of Life.